# Kišomjer
Kišomjer, pluviometar ili ombrometar je sprava ili mjerni instrument za mjerenje količine oborina. Sastoji se od vanjske cilindrične posude, lijevka i unutrašnje posude (skupljača). Vanjska posuda ima s gornje strane točno određen otvor (obično 200 cm2). Kišnica skupljena u unutrašnjoj posudi prelijeva se i mjeri u menzuri (s podjelom na milimetre visine oborine). Snijeg treba prije mjerenja rastopiti. Mjerenje se obavlja svakodnevno u 7 sati ujutro, na meteorološkim postajama i svakih 6 sati. Na nepristupačnim planinama i nenastanjenim područjima postavljaju se totalizatori, veliki kišomjeri u kojima se skuplja oborina tijekom dužeg razdoblja (obično 6 mjeseci ili godinu dana), a koji sadrže kemikalije za sprječavanje hlapljenja. Zapisni uređaji za kišu, pluviografi ili ombrografi, neprekidno bilježe količinu oborina na valjku što ga okreće satni mehanizam pa se može odrediti vrijeme pojave oborine i njezina jakost (intenzitet). Zapisni uređaji za snježne oborine zovu se nifografi.

## Oblaci i oborine
Ako u nekom dijelu Zemljine atmosfere koji je zasićen vlagom pada temperatura, kondenzirat će se vodena para i stvarati vodene kapljice. Stvaraju li se te kapljice blizu tla, nastat će magla, a stvaraju li se u većim visinama, nastat će oblaci. Oblaci nastaju i na taj način da se topli zrak kao specifički lakši diže uvis, gdje je niža temperatura. Sadrži li taj zrak veliku količinu vlage, ona će se zbog ohlađivanja kondenzirati, i time će nastati oblaci. Stvaranju magle pogoduju prašina i dim koji se nalaze u zraku. Čestice prašine i dima čine jezgre kondenzacije vodene pare koja je ohlađena ispod rosišta. Zimi odnosno na visokim planinama, kada je temperatura vrlo niska, smrzavaju se vodene kapljice u sitne kristale, koje stvaraju snijeg. 
Kiša se sastoji od krupnih kapljica vode. Da bi iz oblaka padala kiša, moraju od sitnih kapljica nastati krupnije, jer sitne kapljice padaju sporo, pa se na putu ispare. Ljeti zbog brzog i velikog zagrijavanja diže se u visinu zrak s velikim sadržajem vlage, gdje se ohladi ispod 0 °C. Kako ljeti sadrži zrak više vlage nego zimi, stvorit će se ohlađivanjem veliki kristali, odnosno led, koji na tlo pada kao tuča. Zemaljska površina noću ižarivanjem gubi velik dio topline, koju je danju primila putem Sunčevog zračenja. Zbog toga nastaje ohlađivanje zraka, a time kondenzacija suvišne vlage u obliku kapljica na površini Zemlje. To je rosa. Zimi zbog istog razloga nastaje ohlađivanje ispod 0 °C, a time smrzavanje rose u obliku iglica, što se zove mraz. 
Sve navedene meteorološke pojave, to jest kiša, snijeg, tuča, rosa i mraz, koje nastaju zbog kondenzacije vodene pare u zraku, zovu se oborine. Količina oborina mjeri se visinom sloja vode u milimetrima po četvornom metru (mm/m2) koga bi stvorila voda oborina kad bi ostala na tlu, a da se ne ispari, a niti otiče u zemlju. Na primjer ako se kaže da je u toku 24 sata na nekom mjestu količina oborina 2 mm, to znači da je palo toliko kiše da na svaki m2 dolazi 2 litre vode. Naime sloju vode visine 1 mm na površini od 1 m2 odgovara količina vode od 1 litre, to jest 1 dm3. Suhi krajevi imaju ispod 500 mm oborina godišnje. Za mjerenje količine oborina služi mjerni instrument kišomjer, pluviometar ili ombrometar.